# Гай (Арканзас)
Гай (англ. Guy) — місто (англ. city) в США, в окрузі Фолкнер штату Арканзас. Населення — 752 особи (2020).

## Географія
Гай розташований на висоті 207 метрів над рівнем моря за координатами 35°19′40″ пн. ш. 92°20′35″ зх. д. / 35.32778° пн. ш. 92.34306° зх. д. (35.327908, -92.342978).  За даними Бюро перепису населення США в 2010 році місто мало площу 14,32 км², уся площа — суходіл. В 2017 році площа становила 17,38 км², уся площа — суходіл.

## Демографія
Згідно з переписом 2010 року, у місті мешкало 708 осіб у 263 домогосподарствах у складі 214 родин. Густота населення становила 49 осіб/км².  Було 290 помешкань (20/км²). 
Расовий склад населення:
| - 97,0 % — білих - 0,8 % — корінних американців - 0,7 % — азіатів - 0,1 % — чорних або афроамериканців |

До двох чи більше рас належало 1,3 %. Іспаномовні складали 0,7 % від усіх жителів.
За віковим діапазоном населення розподілялося таким чином: 27,3 % — особи молодші 18 років, 58,6 % — особи у віці 18—64 років, 14,1 % — особи у віці 65 років та старші. Медіана віку мешканця становила 37,6 року. На 100 осіб жіночої статі у місті припадало 95,0 чоловіків;  на 100 жінок у віці від 18 років та старших — 98,8 чоловіків також старших 18 років.
Середній дохід на одне домашнє господарство  становив 59 534 долари США (медіана — 50 375), а середній дохід на одну сім'ю — 58 980 доларів (медіана — 52 250). За межею бідності перебувало 10,9 % осіб, у тому числі 14,8 % дітей у віці до 18 років та 21,1 % осіб у віці 65 років та старших.
Цивільне працевлаштоване населення становило 282 особи. Основні галузі зайнятості: науковці, спеціалісти, менеджери — 17,7 %, освіта, охорона здоров'я та соціальна допомога — 17,4 %, роздрібна торгівля — 13,8 %.
За даними перепису населення 2000 року в місті проживало 202 особи, 65 сімей, налічувалося 84 домашніх господарств і 92 житлових будинки. Середня густота населення становила близько 84,2 людини на один квадратний кілометр. Расовий склад міста за даними перепису розподілився таким чином: 96,04% білих, 0,50% — чорних або афроамериканців, 3,47% — представників змішаних рас.
З 84 домашніх господарств в 31,0% — виховували дітей віком до 18 років, 65,5% представляли собою подружні пари, які спільно проживали, в 9,5% сімей жінки проживали без чоловіків, 22,6% не мали сімей. 21,4% від загального числа сімей на момент перепису жили самостійно, при цьому 8,3% склали самотні літні люди у віці 65 років та старше. Середній розмір домашнього господарства склав 2,40 особи, а середній розмір родини — 2,74 особи.
Населення міста за віковим діапазоном за даними перепису 2000 року розподілилося таким чином: 20,8% — жителі молодше 18 років, 7,4% — між 18 і 24 роками, 30,7% — від 25 до 44 років, 26,7% — від 45 до 64 років і 14,4% — у віці 65 років та старше. Середній вік мешканця склав 40 років. На кожні 100 жінок в місті припадало 83,6 чоловіків, у віці від 18 років та старше — 92,8 чоловіків також старше 18 років.
Середній дохід на одне домашнє господарство в місті склав 35 625 доларів США, а середній дохід на одну сім'ю — 38 977 доларів. При цьому чоловіки мали середній дохід в 26 875 доларів США на рік проти 23 750 доларів середньорічного доходу у жінок. Дохід на душу населення в місті склав 15 732 долари на рік. 10,2% від усього числа сімей в окрузі і 14,0% від усієї чисельності населення перебувало на момент перепису населення за межею бідності, при цьому 16,2% з них були молодші 18 років і 7,1% — у віці 65 років та старше.